# Patrick Lourenço (Boxer)
Patrick Chagas Valério Lourenço (* 2. Juli 1993 in Rio de Janeiro) ist ein brasilianischer Boxer im Halbfliegengewicht. Er war Panamerikameister 2013 und Olympiateilnehmer 2016.

## Karriere
Patrick Lourenço begann im Alter von 13 Jahren im Boxclub Instituto Todos na Luta in Rio de Janeiro mit dem Sport und wird von Ralf Giglio trainiert.
Er ist Brasilianischer Meister der Jahre 2012, 2017 sowie 2019 und gewann 2013 die Panamerikameisterschaften in Santiago de Chile, wobei er Ronald Chacón aus Venezuela, Émilien Boucher aus Kanada, Anthony Chacón aus Puerto Rico und Leonel de los Santos aus der Dominikanischen Republik besiegte. Bei der Weltmeisterschaft 2013 in Almaty schlug er Tanes Ongjunta und Gankhuyagiin Gan-Erdene, ehe er im Viertelfinale knapp mit 1:2 gegen Mohamed Flissi ausschied. Zudem boxte er 2013/14 für das Team Argentina Condors in der World Series of Boxing.
Bei den Panamerikameisterschaften 2015 in Vargas unterlag er im Viertelfinale gegen Nico Hernández und verlor in der Vorrunde der Olympischen Sommerspiele 2016 in Rio de Janeiro gegen den späteren Silbermedaillengewinner Yuberjen Martínez.
2022 betrug seine Bilanz 178 Kämpfe mit 148 Siegen.

## Sonstiges
Er stammt aus der Favela Vidigal von Rio de Janeiro. Sein Vater wurde bei einer Schießerei getötet, als er drei Jahre alt war.